# Ana Petrović
Ana Petrović (Osijek, 4. studenog 1989.), hrvatska nogometašica i reprezentativka, igra na poziciji veznog i obrambenog igrača, trenutno članica talijanskog nogometnog kluba Riviera di Romagna koji se natječe u Serie A.

## Klupska karijera
Ana Petrović počela je igrati nogomet u ranoj dobi 2002. u Vinogradcima, malom selu u Osječko-Baranjskoj županiji. Svoju karijeru započela je u NK Zrinski Vinogradci, za koje je igrala dvije sezone u uzrastu muških pionira. Od 2004. do 2005. brani boje ŽNK Polet-Baranja Karanac. Na poziv tadašnjeg trenera, Branka Sabljaka, prelazi u najpoznatiji ženski nogometni klub u Hrvatskoj, ŽNK Osijek. Boje Osijeka nosi od 2006. do 2008., te s Osijekom postaje prvakinja Hrvatske u sezoni 2006./07. i 2007./08., te osvajačica dva kupa Hrvatske, također u sezonama 2006./07. i 2007./08. 
Zbog školovanja na fakultetu napušta Osijek 2008. godine i odlazi igrati za ŽNK Ombla Dubrovnik. Nakon dvije sezone, postaje članica ŽNK Marjana, a potom ŽNK Splita u kojem nakon odlične sezone odlazi u Riviera di Romagna, talijanski klub koji se natječe u serie A. 

## Reprezentacija
Ana Petrović je članica Hrvatske ženske nogomente reprezentacije. Prvi nastup za mladu reprezentaciju Hrvatske do 19 godina, Ana bilježi 27. rujna 2005. protiv reprezentacije Škotske, dok prvi nastup za A reprezentaciju bilježi 22. listopada 2006. godine protiv reprezentacije Makedonije. Dosad je zabilježila 23 nastupa u nacionalnom dresu. 

## Vanjske poveznice
- Riviera di Romagna  Arhivirana inačica izvorne stranice od 31. siječnja 2018. (Wayback Machine)